# Sykkylven
Sykkylven (eller Aure) är en tätort och kyrkby som utgör centralort i Sykkylvens kommun i Møre og Romsdal fylke i västra Norge. Orten ligger där fylkesväg 60 möter fylkesväg 5914 och fylkesväg 5916, på östra sidan av Sykkylvsfjorden. Här finns Sykkylvens kyrka.

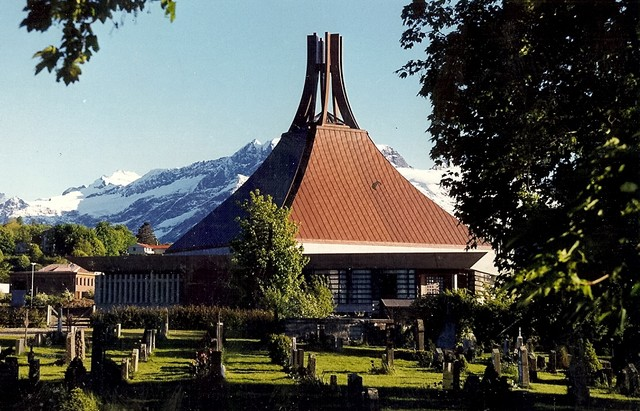
Sykkylvens kyrka.